# 2019-es magyarországi önkormányzati választás
A 2019-es magyarországi önkormányzati választást 2019. október 13-án tartották. A képviselőket és polgármestereket az alkotmány értelmében 5 évre választották.

## Választási rendszer
Az önkormányzati választáson a megyei (fővárosi) és helyi (kerületi) önkormányzati képviselőket, a polgármestereket és a főpolgármestert, valamint a nemzetiségi önkormányzati képviselőket választják meg. A megyei és helyi önkormányzati választáson azok választhatnak, akiknek az adott településen/megyében van a lakóhelyük vagy bejelentett tartózkodási helyük, azaz életvitelszerűen ott élnek, vagy legalábbis három hónapnál hosszabb ideig tartózkodnak. A magyar állampolgárság nem feltétel, de hiányában regisztrálni kellett. Nincs választójoga annak, akit a bíróság bűncselekmény elkövetése vagy belátási képesség korlátozottsága miatt kizárt ebből a jogból. Szintén feltétel a nagykorúság. A nemzetiségi önkormányzati választáson az szavazhat, aki megadott határidőig az adott nemzetiséghez tartozónak vallja magát.
A választáson mindazok választhatóak, akik választójoggal rendelkeznek, továbbá a külföldön élő magyar állampolgárok is elindulhatnak a választáson; a helyben lakás nem feltétel.
| Főpolgármester        | 1      |
| Közgyűlési mandátumok | 381    |
| Polgármesterek        | 3177   |
| Települési mandátumok | 16 787 |

### A megyei közgyűlés választása
A választás szabályai a 19 megyében azonosak. A választás egyfordulós, listás.
A megyei közgyűlések képviselőinek száma a teljes megye lakosságától függ, bár a megyei jogú városokban élők nem szavazhattak a megyei önkormányzat összetételéről. Legkevesebb 15 fős lehetett egy közgyűlés, egyebekben 400 ezer lakosig minden 20 ezer fő után egy képviselő, efölött 700 ezer lakosig minden 30 ezer fő után egy képviselő, efölött pedig minden 40 ezer fő után egy képviselő.
Listát az a párt(szövetség) állíthat, amely a megyében a lakosság 0,5%-ának megfelelő számú ajánlást gyűjt össze. A mandátumkiosztás D’Hondt-módszerű, de mandátumot csak azok a pártok kapnak, amelyek a szavazatok 5%-át (közös listával 10, illetve 15%-át) elérik.
| Megye                  | Lakó      | Képviselő | Képviselő    | Jegyzet |
| Megye                  | Lakó      | 2019      | +/– 2014 óta | Jegyzet |
| ---------------------- | --------- | --------- | ------------ | ------- |
| Baranya                | 379 873   | 18        | -1           | [ 6 ]   |
| Bács-Kiskun            | 519 721   | 23        | -1           | [ 7 ]   |
| Békés                  | 348 668   | 17        | -1           | [ 8 ]   |
| Borsod-Abaúj-Zemplén   | 670 767   | 29        |              | [ 9 ]   |
| Csongrád-Csanád        | 407 512   | 20        |              | [ 10 ]  |
| Fejér                  | 422 858   | 20        |              | [ 11 ]  |
| Győr-Moson-Sopron      | 451 878   | 21        |              | [ 12 ]  |
| Hajdú-Bihar            | 539 127   | 24        |              | [ 13 ]  |
| Heves                  | 299 691   | 15        |              | [ 14 ]  |
| Jász-Nagykun-Szolnok   | 379 146   | 18        | -1           | [ 15 ]  |
| Komárom-Esztergom      | 305 948   | 15        |              | [ 16 ]  |
| Nógrád                 | 194 695   | 15        |              | [ 17 ]  |
| Pest                   | 1 293 043 | 44        | +1           | [ 18 ]  |
| Somogy                 | 315 116   | 15        | -1           | [ 19 ]  |
| Szabolcs-Szatmár-Bereg | 573 807   | 25        |              | [ 20 ]  |
| Tolna                  | 224 633   | 15        |              | [ 21 ]  |
| Vas                    | 251 833   | 15        |              | [ 22 ]  |
| Veszprém               | 349 172   | 17        |              | [ 23 ]  |
| Zala                   | 277 038   | 15        |              | [ 24 ]  |
| 19 megye               | 8 204 526 | 381       | -4           |         |

### A települési önkormányzati választás
A közgyűlés választásának szabályai attól függnek, hogy a település lakossága meghaladja-e a 10 000 főt. A képviselő-testület létszáma itt is a település lakosságától függ. A polgármester, akit külön választanak meg, tagja és egyben vezetője is a közgyűlésnek, képviselő-testületnek.

#### Települések tízezer lakosig
Az ilyen települések mindegyike egy választókerületet alkot. Jelölt az lehet, akit a választók legalább 1%-a ajánlott. Szavazáskor az összes jelölt neve egy közös szavazólapon szerepel, a választópolgár pedig legfeljebb annyi jelöltre szavaz, mint ahány fős a képviselő-testület. Érvényesek azok a szavazólapok is, amelyeken ennél kevesebb jelölt neve mellé tettek a szavazók X-et (vagy keresztet). A képviselők a legtöbb szavazatot kapó jelöltek lesznek.
| Lakosság    | Képviselők |
| ----------- | ---------- |
| 1–100       | 2          |
| 101–1000    | 4          |
| 1001–5000   | 6          |
| 5001–10 000 | 8          |

#### Települések tízezer lakos fölött
Az ilyen településeket egyéni választókerületekre osztották fel (számukat törvény határozza meg), a körzetben – ahol a jelöltséghez a lakosság 1%-ának ajánlása szükséges – a legtöbb szavazatot kapó jelölt lesz a képviselő. A képviselővé nem vált jelöltek szavazatait pártonként összeadják (feltéve, hogy a párt a körzetek legalább felében állított jelöltet), és a Sainte-Laguë-módszerrel kiosztják róla a törvényben meghatározott mandátumszámot. Csak az a lista kaphat mandátumot, amelyik a kompenzációs szavazatok számának (csak a listát állító pártokét összeadva) az 5%-át elérte. Az 5%-os küszöb két jelölő szervezet közös listájánál 10%-ra, három vagy több esetén pedig 15%-ra nő.
| Lakosság         | Képviselői helyek                          | Képviselői helyek                         | Képviselői helyek |
| Lakosság         | Egyéni                                     | Kompenzációs                              | Összesen          |
| ---------------- | ------------------------------------------ | ----------------------------------------- | ----------------- |
| 10 001 – 25 000  | 8                                          | 3                                         | 11                |
| 25 001 – 50 000  | 10                                         | 4                                         | 14                |
| 50 001 – 75 000  | 12                                         | 5                                         | 17                |
| 75 001 – 100 000 | 14                                         | 6                                         | 20                |
| 100 000 felett   | 14, és minden további 10 000 lakos után +1 | 6, és minden további 25 000 lakos után +1 |                   |

### A polgármester-választás
A polgármesteri választás egyfordulós, jelöltté váláshoz jogszabályokban megszabott számú ajánlás kell: a 10 000 vagy annál kevesebb lakosú településeken a választópolgárok legalább 3%-ától, a 10 000 lakost meghaladó, de 100 000 vagy annál kevesebb lakosú település esetén legalább 300 választópolgártól, míg a 100 000-nél több lakosú település esetén legalább 500 választópolgártól kellett ehhez ajánlást szerezni. A polgármester a legtöbb szavazatot kapó jelölt lesz.

### Budapest
Budapesten a választók kerületi képviselő-testületet és polgármestert, valamint a főpolgármestert választják. A kerületi választási rendszer azonos a településivel, beleértve a polgármesterek megválasztását is.
Főpolgármester az lesz, aki a legtöbb szavazatot kapta a főpolgármester-jelöltek közül; a jelöltté váláshoz azonban 5000 ajánlás szükséges.
A választás eredményeként felállt fővárosi közgyűlés tagjai: a huszonhárom kerület polgármesterei, kilenc kompenzációs listás jelölt, valamint a főpolgármester. A kompenzációs listánál a kerületi polgármesterjelöltekre leadott szavazatokat veszik figyelembe (a mandátumot nem kapó jelöltek szavazatait adják össze, amennyiben a párt a kerületek legalább felében – 12 – tudott jelöltet állítani), majd d’Hondt-módszerrel osztják ki a mandátumokat.

## Jelöltek

### Országosan
Országos áttekintés a jelöltállításról:
| Jelöltek                   | Független | Szervezet által állított | Szervezet által állított | Összesen |
| Jelöltek                   | Független | önálló                   | közös                    | Összesen |
| -------------------------- | --------- | ------------------------ | ------------------------ | -------- |
| Polgármester               |           |                          |                          |          |
| Egyéni listás              |           |                          |                          |          |
| Egyéni választókerületi    |           |                          |                          |          |
| Települési kompenz. listán | –         |                          |                          |          |
| Összesen                   |           |                          |                          |          |

### Főpolgármester-jelöltek
A főpolgármester-jelöltségre pályázó ellenzékiek zöme megegyezett az Előválasztás 2019 megrendezésében, Tarlós István közös ellenzéki kihívója megtalálásának céljából. A hazai politikában szinte példa nélkül állónak számított a közismert pártok közreműködésével rendezett előválasztás. Az előválasztás nyertese Karácsony Gergely lett.
Budapest főpolgármester-jelöltjei:
| Jelölt            | Jelölő szervezet                     |
| ----------------- | ------------------------------------ |
| Karácsony Gergely | Momentum–DK–MSZP–Párbeszéd–LMP       |
| Tarlós István     | Fidesz-KDNP                          |
| Puzsér Róbert     | Állampolgárok a Centrumban Egyesület |
| Berki Krisztián   | Független                            |

### Budapesti listák
Fővárosi kompenzációs listák:
| Jelölő szervezet               | Jelöltek száma | Listavezető       |
| ------------------------------ | -------------- | ----------------- |
| Momentum–DK–MSZP–Párbeszéd–LMP | 22             | Karácsony Gergely |
| Fidesz–KDNP                    | 22             | Tarlós István     |

## Törvénysértések és törvénysértésgyanús esetek a kampányban és a választás során
Polt Péter legfőbb ügyész 2019 novemberében azt közölte, hogy 13 nyomozást folytatnak a hatóságok a választással kapcsolatos ügyekben, jellemzően közokirat-hamisítás miatt, de van választás rendje elleni bűntett is köztük.

## Eredmények

### Részvételi adatok
| 2019. október 13. | 2019. október 13. | 2019. október 13. |
| ----------------- | ----------------- | ----------------- |
| 7:00-ig           | 1,12%             | 89 867 fő         |
| 9:00-ig           | 7,20%             | 577 447 fő        |
| 11:00-ig          | 18,25%            | 1 464 602 fő      |
| 13:00-ig          | 26,60%            | 2 134 806 fő      |
| 15:00-ig          | 34,69%            | 2 784 346 fő      |
| 17:00-ig          | 42,69%            | 3 426 129 fő      |
| 18:30-ig          | 47,20%            | 3 787 857 fő      |
| 19:00-ig          | 48,58%            | fő                |

### Megyei közgyűlések
| Az érvényes szavazatok megoszlása a megyei közgyűlési választáson (áttekintő tábla, %) | Az érvényes szavazatok megoszlása a megyei közgyűlési választáson (áttekintő tábla, %) | Az érvényes szavazatok megoszlása a megyei közgyűlési választáson (áttekintő tábla, %) | Az érvényes szavazatok megoszlása a megyei közgyűlési választáson (áttekintő tábla, %) | Az érvényes szavazatok megoszlása a megyei közgyűlési választáson (áttekintő tábla, %) | Az érvényes szavazatok megoszlása a megyei közgyűlési választáson (áttekintő tábla, %) | Az érvényes szavazatok megoszlása a megyei közgyűlési választáson (áttekintő tábla, %) | Az érvényes szavazatok megoszlása a megyei közgyűlési választáson (áttekintő tábla, %) | Az érvényes szavazatok megoszlása a megyei közgyűlési választáson (áttekintő tábla, %) | Az érvényes szavazatok megoszlása a megyei közgyűlési választáson (áttekintő tábla, %) | Az érvényes szavazatok megoszlása a megyei közgyűlési választáson (áttekintő tábla, %) | Az érvényes szavazatok megoszlása a megyei közgyűlési választáson (áttekintő tábla, %) | Az érvényes szavazatok megoszlása a megyei közgyűlési választáson (áttekintő tábla, %) | Az érvényes szavazatok megoszlása a megyei közgyűlési választáson (áttekintő tábla, %) | Az érvényes szavazatok megoszlása a megyei közgyűlési választáson (áttekintő tábla, %) | Az érvényes szavazatok megoszlása a megyei közgyűlési választáson (áttekintő tábla, %) | Az érvényes szavazatok megoszlása a megyei közgyűlési választáson (áttekintő tábla, %) | Az érvényes szavazatok megoszlása a megyei közgyűlési választáson (áttekintő tábla, %) | Az érvényes szavazatok megoszlása a megyei közgyűlési választáson (áttekintő tábla, %) | Az érvényes szavazatok megoszlása a megyei közgyűlési választáson (áttekintő tábla, %) | Az érvényes szavazatok megoszlása a megyei közgyűlési választáson (áttekintő tábla, %) | Az érvényes szavazatok megoszlása a megyei közgyűlési választáson (áttekintő tábla, %) |
| -------------------------------------------------------------------------------------- | -------------------------------------------------------------------------------------- | -------------------------------------------------------------------------------------- | -------------------------------------------------------------------------------------- | -------------------------------------------------------------------------------------- | -------------------------------------------------------------------------------------- | -------------------------------------------------------------------------------------- | -------------------------------------------------------------------------------------- | -------------------------------------------------------------------------------------- | -------------------------------------------------------------------------------------- | -------------------------------------------------------------------------------------- | -------------------------------------------------------------------------------------- | -------------------------------------------------------------------------------------- | -------------------------------------------------------------------------------------- | -------------------------------------------------------------------------------------- | -------------------------------------------------------------------------------------- | -------------------------------------------------------------------------------------- | -------------------------------------------------------------------------------------- | -------------------------------------------------------------------------------------- | -------------------------------------------------------------------------------------- | -------------------------------------------------------------------------------------- | -------------------------------------------------------------------------------------- |
| Részvétel (%)                                                                          | Részvétel (%)                                                                          | Részvétel (%)                                                                          | 53,44%                                                                                 | 44,54%                                                                                 | 47,11%                                                                                 | 53,63%                                                                                 | 48,23%                                                                                 | 47,41%                                                                                 | 49,55%                                                                                 | 46,04%                                                                                 | 52,25%                                                                                 | 44,69%                                                                                 | 44,72%                                                                                 | 53,61%                                                                                 | 45,29%                                                                                 | 52,03%                                                                                 | 54,81%                                                                                 | 49,79%                                                                                 | 55,30%                                                                                 | 49,24%                                                                                 | 52,37%                                                                                 |
| #.                                                                                     | Lista                                                                                  | Lista                                                                                  | BAR                                                                                    | BKK                                                                                    | BÉK                                                                                    | BAZ                                                                                    | CSN                                                                                    | FEJ                                                                                    | GYS                                                                                    | HJB                                                                                    | HEV                                                                                    | JNS                                                                                    | KME                                                                                    | NÓG                                                                                    | PES                                                                                    | SOM                                                                                    | SZB                                                                                    | TOL                                                                                    | VAS                                                                                    | VES                                                                                    | ZAL                                                                                    |
| 1.                                                                                     |                                                                                        | Fidesz–KDNP                                                                            | 57,05%                                                                                 | 60,42%                                                                                 | 53,11%                                                                                 | 58,79%                                                                                 | 54,04%                                                                                 | 57,88%                                                                                 | 62,16%                                                                                 | 60,11%                                                                                 | 60,43%                                                                                 | 53,84%                                                                                 | 57,22%                                                                                 | 58,22%                                                                                 | 51,60%                                                                                 | 52,93%                                                                                 | 64,93%                                                                                 | 58,48%                                                                                 | 61,58%                                                                                 | 54,01%                                                                                 | 61,34%                                                                                 |
| 2.                                                                                     |                                                                                        | DK                                                                                     | 12,35%                                                                                 | 9,61%                                                                                  | 10,71%                                                                                 | 12,39%                                                                                 | 8,22%                                                                                  | 11,87%                                                                                 | 10,60%                                                                                 | 9,58%                                                                                  | 39,57%                                                                                 | 8,90%                                                                                  | 42,78%                                                                                 | 10,35%                                                                                 | 14,90%                                                                                 | 8,98%                                                                                  | 6,82%                                                                                  | 11,01%                                                                                 | 7,33%                                                                                  | 10,12%                                                                                 | 10,25%                                                                                 |
| 3.                                                                                     |                                                                                        | Jobbik                                                                                 | 9,17%                                                                                  | 9,59%                                                                                  | 14,36%                                                                                 | 28,83%                                                                                 | 10,00%                                                                                 | -                                                                                      | 10,78%                                                                                 | 11,41%                                                                                 | 39,57%                                                                                 | 15,73%                                                                                 | 42,78%                                                                                 | 10,19%                                                                                 | 9,25%                                                                                  | 11,74%                                                                                 | 11,57%                                                                                 | 10,14%                                                                                 | 9,99%                                                                                  | 12,18%                                                                                 | 10,56%                                                                                 |
| 4.                                                                                     |                                                                                        | Momentum                                                                               | 8,92%                                                                                  | 10,39%                                                                                 | 8,02%                                                                                  | 28,83%                                                                                 | 8,07%                                                                                  | 11,72%                                                                                 | 11,89%                                                                                 | 8,68%                                                                                  | 39,57%                                                                                 | 8,14%                                                                                  | 42,78%                                                                                 | 6,85%                                                                                  | 19,62%                                                                                 | 6,56%                                                                                  | 11,57%                                                                                 | 8,20%                                                                                  | 7,51%                                                                                  | 9,22%                                                                                  | 8,39%                                                                                  |
| 5.                                                                                     |                                                                                        | MSZP                                                                                   | 8,33%                                                                                  | 4,51%                                                                                  | 7,76%                                                                                  | 28,83%                                                                                 | 10,61%                                                                                 | 4,50%                                                                                  | 4,56%                                                                                  | 5,45%                                                                                  | 39,57%                                                                                 | 5,92%                                                                                  | 42,78%                                                                                 | 6,70%                                                                                  | 4,63%                                                                                  | 3,80%                                                                                  | 7,74%                                                                                  | 6,99%                                                                                  | 6,92%                                                                                  | 9,34%                                                                                  | 4,26%                                                                                  |
| 6.                                                                                     |                                                                                        | Mi Hazánk                                                                              | 4,18%                                                                                  | 5,48%                                                                                  | 6,04%                                                                                  | -                                                                                      | 9,06%                                                                                  | 6,76%                                                                                  | -                                                                                      | 4,77%                                                                                  | -                                                                                      | 5,83%                                                                                  | -                                                                                      | 5,47%                                                                                  | -                                                                                      | -                                                                                      | 3,44%                                                                                  | 5,18%                                                                                  | -                                                                                      | 5,13%                                                                                  | 5,21%                                                                                  |
|                                                                                        |                                                                                        |                                                                                        |                                                                                        |                                                                                        |                                                                                        |                                                                                        |                                                                                        |                                                                                        |                                                                                        |                                                                                        |                                                                                        |                                                                                        |                                                                                        |                                                                                        |                                                                                        |                                                                                        |                                                                                        |                                                                                        |                                                                                        |                                                                                        |                                                                                        |
|                                                                                        | A csak egy megyében induló listák                                                      | A csak egy megyében induló listák                                                      | -                                                                                      | -                                                                                      | -                                                                                      | -                                                                                      | -                                                                                      | 7,27%                                                                                  | -                                                                                      | -                                                                                      | -                                                                                      | 1,64%                                                                                  | -                                                                                      | 2,21%                                                                                  | -                                                                                      | 15,99%                                                                                 | 5,50%                                                                                  | -                                                                                      | 4,00% 2,68%                                                                            | -                                                                                      | -                                                                                      |

| Jelmagyarázat                    | Jelmagyarázat | Jelmagyarázat | Jelmagyarázat | Jelmagyarázat | Jelmagyarázat | Jelmagyarázat |
| -------------------------------- | ------------- | ------------- | ------------- | ------------- | ------------- | ------------- |
| Helyezés                         | 1.            | 2.            | 3.            | 4.            | 5.            | 6.-           |
| vastag betű - közgyűlési többség |               |               |               |               |               |               |

| A megszerzett megyei közgyűlési helyek | A megszerzett megyei közgyűlési helyek | A megszerzett megyei közgyűlési helyek | A megszerzett megyei közgyűlési helyek | A megszerzett megyei közgyűlési helyek | A megszerzett megyei közgyűlési helyek | A megszerzett megyei közgyűlési helyek | A megszerzett megyei közgyűlési helyek | A megszerzett megyei közgyűlési helyek | A megszerzett megyei közgyűlési helyek | A megszerzett megyei közgyűlési helyek | A megszerzett megyei közgyűlési helyek | A megszerzett megyei közgyűlési helyek | A megszerzett megyei közgyűlési helyek | A megszerzett megyei közgyűlési helyek | A megszerzett megyei közgyűlési helyek | A megszerzett megyei közgyűlési helyek | A megszerzett megyei közgyűlési helyek | A megszerzett megyei közgyűlési helyek | A megszerzett megyei közgyűlési helyek | A megszerzett megyei közgyűlési helyek | A megszerzett megyei közgyűlési helyek | A megszerzett megyei közgyűlési helyek | A megszerzett megyei közgyűlési helyek | A megszerzett megyei közgyűlési helyek | A megszerzett megyei közgyűlési helyek | A megszerzett megyei közgyűlési helyek |
| -------------------------------------- | -------------------------------------- | -------------------------------------- | -------------------------------------- | -------------------------------------- | -------------------------------------- | -------------------------------------- | -------------------------------------- | -------------------------------------- | -------------------------------------- | -------------------------------------- | -------------------------------------- | -------------------------------------- | -------------------------------------- | -------------------------------------- | -------------------------------------- | -------------------------------------- | -------------------------------------- | -------------------------------------- | -------------------------------------- | -------------------------------------- | -------------------------------------- | -------------------------------------- | -------------------------------------- | -------------------------------------- | -------------------------------------- | -------------------------------------- |
| Közgyűlés létszáma                     | Közgyűlés létszáma                     | Közgyűlés létszáma                     | 18                                     | 23                                     | 17                                     | 29                                     | 20                                     | 20                                     | 21                                     | 24                                     | 15                                     | 18                                     | 15                                     | 15                                     | 44                                     | 15                                     | 25                                     | 15                                     | 15                                     | 17                                     | 15                                     | 381                                    | 381                                    | 381                                    | 381                                    | 381                                    |
| #.                                     | Lista                                  | Lista                                  | BAR                                    | BKK                                    | BÉK                                    | BAZ                                    | CSN                                    | FEJ                                    | GYS                                    | HJB                                    | HEV                                    | JNS                                    | KME                                    | NÓG                                    | PES                                    | SOM                                    | SZB                                    | TOL                                    | VAS                                    | VES                                    | ZAL                                    | ∑                                      | ∑                                      | ∑                                      | ∑                                      | ∑                                      |
|                                        |                                        |                                        |                                        |                                        |                                        |                                        |                                        |                                        |                                        |                                        |                                        |                                        |                                        |                                        |                                        |                                        |                                        |                                        |                                        |                                        |                                        |                                        |                                        |                                        |                                        |                                        |
| 1.                                     |                                        | Fidesz–KDNP                            | 12                                     | 16                                     | 10                                     | 18                                     | 12                                     | 14                                     | 15                                     | 16                                     | 9                                      | 11                                     | 9                                      | 10                                     | 24                                     | 9                                      | 18                                     | 10                                     | 11                                     | 10                                     | 11                                     | 245                                    | 245                                    | 245                                    | 245                                    | 245                                    |
|                                        |                                        |                                        |                                        |                                        |                                        |                                        |                                        |                                        |                                        |                                        |                                        |                                        |                                        |                                        |                                        |                                        |                                        |                                        |                                        |                                        |                                        |                                        |                                        |                                        |                                        |                                        |
| 2.                                     |                                        | DK                                     | 2                                      | 2                                      | 2                                      | 3                                      | 1                                      | 2                                      | 2                                      | 2                                      | 6                                      | 1                                      | 6                                      | 1                                      | 7                                      | 1                                      | 1                                      | 2                                      | 1                                      | 2                                      | 1                                      | 33                                     | 12                                     |                                        |                                        | 1 2 4                                  |
| 3.                                     |                                        | Jobbik                                 | 2                                      | 2                                      | 2                                      | 8                                      | 2                                      |                                        | 2                                      | 3                                      | 6                                      | 3                                      | 6                                      | 1                                      | 4                                      | 2                                      | 3                                      | 1                                      | 1                                      | 2                                      | 2                                      | 29                                     | 12                                     | 8                                      | 3                                      | 1 2 4                                  |
| 4.                                     |                                        | Momentum                               | 1                                      | 2                                      | 1                                      | 8                                      | 1                                      | 2                                      | 2                                      | 2                                      | 6                                      | 1                                      | 6                                      | 1                                      | 9                                      | 1                                      | 3                                      | 1                                      | 1                                      | 1                                      | 1                                      | 27                                     | 12                                     | 8                                      | 3                                      | 1 2 4                                  |
| 5.                                     |                                        | MSZP                                   | 1                                      |                                        | 1                                      | 8                                      | 2                                      |                                        |                                        | 1                                      | 6                                      | 1                                      | 6                                      | 1                                      |                                        |                                        | 2                                      | 1                                      | 1                                      | 1                                      |                                        | 12                                     | 12                                     | 8                                      |                                        | 1 2 4                                  |
|                                        |                                        |                                        |                                        |                                        |                                        | 8                                      |                                        |                                        |                                        |                                        | 6                                      |                                        | 6                                      |                                        |                                        |                                        |                                        |                                        |                                        |                                        |                                        |                                        | 12                                     | 8                                      |                                        | 1 2 4                                  |
|                                        |                                        |                                        |                                        |                                        |                                        |                                        |                                        |                                        |                                        |                                        |                                        |                                        |                                        |                                        |                                        |                                        |                                        |                                        |                                        |                                        |                                        |                                        |                                        |                                        |                                        |                                        |
| 6.                                     |                                        | Mi Hazánk                              |                                        | 1                                      | 1                                      |                                        | 2                                      | 1                                      |                                        |                                        |                                        | 1                                      |                                        | 1                                      |                                        |                                        |                                        |                                        |                                        | 1                                      |                                        | 8                                      | 8                                      | 8                                      | 8                                      | 8                                      |
|                                        |                                        |                                        |                                        |                                        |                                        |                                        |                                        |                                        |                                        |                                        |                                        |                                        |                                        |                                        |                                        |                                        |                                        |                                        |                                        |                                        |                                        |                                        |                                        |                                        |                                        |                                        |
| Megyei szervezetek                     | Megyei szervezetek                     | Megyei szervezetek                     | VÁLASZ                                 | VÁLASZ                                 | VÁLASZ                                 | VÁLASZ                                 | VÁLASZ                                 | 1                                      | Somogyért                              | Somogyért                              | Somogyért                              | Somogyért                              | Somogyért                              | Somogyért                              | Somogyért                              | 2                                      | 1                                      | Összefogás SzSzB                       | Összefogás SzSzB                       | Összefogás SzSzB                       | Összefogás SzSzB                       | 4                                      | 4                                      | 4                                      | 4                                      | 4                                      |
|                                        |                                        |                                        |                                        |                                        |                                        |                                        |                                        |                                        |                                        |                                        |                                        |                                        |                                        |                                        |                                        |                                        |                                        |                                        |                                        |                                        |                                        |                                        |                                        |                                        |                                        |                                        |

### Megyei jogú városok
| Város               | Megválasztott polgármester | Megválasztott polgármester | Megválasztott polgármester                                                                                                | Szavazat | Szavazat | Szavazat | Előny a 2. előtt (%p) |
| Város               | név                        | párt                       | párt | db       | Jog.%    | Érv.%    | Előny a 2. előtt (%p) |
| ------------------- | -------------------------- | -------------------------- | --- | -------- | -------- | -------- | --------------------- |
| Békéscsaba          | Szarvas Péter              |                            | Hajrá Békéscsaba Egyesület (Kormánypárti támogatás)                                                                       | 16211    | 32,83%   | 78,92%   | 69,12                 |
| Debrecen            | Papp László                |                            | Fidesz–KDNP | 35029    | 21,48%   | 61,77%   | 40,23                 |
| Dunaújváros         | Pintér Tamás               |                            | Rajta Újváros! Egyesület (Ellenzéki támogatás)                                                                            | 10159    | 26,94%   | 56,36%   | 15,32                 |
| Eger                | Mirkóczki Ádám             |                            | Egységben a Városért Egyesület (Ellenzéki támogatás)                                                                      | 9842     | 22,81%   | 47,60%   | 3,83                  |
| Érd                 | Csőzik László              |                            | LMP–Jobbik–DK–MSZP–CÉL–Momentum–MMM–Párbeszéd–Liberálisok                                                                 | 12288    | 22,34%   | 49,80%   | 9,19                  |
| Győr                | Borkai Zsolt               |                            | Fidesz–KDNP | 19308    | 18,95%   | 44,32%   | 1,49                  |
| Hódmezővásárhely    | Márki-Zay Péter            |                            | MMM–Tiszta Vásárhelyért Egyesület (Ellenzéki támogatás)                                                                   | 13478    | 37,28%   | 57,30%   | 14,6                  |
| Kaposvár            | Szita Károly               |                            | Fidesz–KDNP | 12874    | 24,86%   | 56,43%   | 17,68                 |
| Kecskemét           | Szemereyné Pataki Klaudia  |                            | Fidesz–KDNP | 16279    | 18,42%   | 50,21%   | 13,16                 |
| Miskolc             | Veres Pál                  |                            | Függetlenek A Szinva Városáért Egyesület–MSZP–Momentum–Párbeszéd–Jobbik–LMP–DK–MMM–Velünk a Város Lokálpatrióta Egyesület | 35135    | 27,50%   | 54,80%   | 13,97                 |
| Nagykanizsa         | Balogh László              |                            | Fidesz–KDNP | 7189     | 18,54%   | 49,30%   | 3,39                  |
| Nyíregyháza         | Kovács Ferenc              |                            | Fidesz–KDNP | 20351    | 21,12%   | 52,84%   | 5,68                  |
| Pécs                | Péterffy Attila            |                            | Mindenki Pécsért Egyesület (Ellenzéki támogatás)                                                                          | 27622    | 22,80%   | 53,15%   | 12,13                 |
| Salgótarján         | Fekete Zsolt               |                            | Salgótarján, Szeretem! Egyesület–DK–Jobbik–LMP–Momentum–MSZP–Párbeszéd–Tarjáni Városlakó Egyesület                        | 7271     | 24,89%   | 54,25%   | 11,39                 |
| Sopron              | Farkas Ciprián             |                            | Fidesz–KDNP | 12328    | 25,85%   | 56,28%   | 18,26                 |
| Szeged              | Botka László               |                            | Összefogás Szegedért Egyesület (Ellenzéki támogatás)                                                                      | 40858    | 30,56%   | 60,56%   | 24,15                 |
| Székesfehérvár      | Cser-Palkovics András      |                            | Fidesz | 22882    | 28,95%   | 60,84%   | 27,39                 |
| Szekszárd           | Ács Rezső                  |                            | Fidesz–KDNP | 6353     | 23,74%   | 49,77%   | 2,34                  |
| Szolnok             | Szalay Ferenc              |                            | Fidesz–KDNP | 11616    | 20,13%   | 47,80%   | 1,03                  |
| Szombathely         | Nemény András              |                            | Éljen Szombathely Egyesület–Momentum–DK–MSZP–Párbeszéd–LMP–MKKP–Szolidaritás–MMM                                          | 16762    | 26,67%   | 48,82%   | 1,16                  |
| Tatabánya           | Szűcsné Posztovics Ilona   |                            | DK–Jobbik–LMP–MSZP–Momentum–Párbeszéd                                                                                     | 10454    | 18,97%   | 49,18%   | 2,78                  |
| Veszprém            | Porga Gyula                |                            | Fidesz–KDNP | 11117    | 24,37%   | 55,02%   | 10,04                 |
| Zalaegerszeg        | Balaicz Zoltán             |                            | Fidesz–KDNP | 14302    | 30,16%   | 69,69%   | 47,08                 |
| Összesen ill. átlag |                            |                            | |          |          |          |                       |

Jelmagyarázat: A polgármesterek oszlopban a dőlt betűvel írt nevek az újraválasztott polgármestereket jelölik. A százalékos adatok között a dőlten írt számok a legkisebb, a vastagon írt számok a legnagyobb értéket jelölik az adott oszlopban.

### Budapest főváros

#### Kerületi polgármesterek
| Kerület             | Megválasztott polgármester | Megválasztott polgármester | Megválasztott polgármester         | Szavazat | Szavazat             | Szavazat                      | Előny a 2. előtt (%p) |
| Kerület             | név                        | párt                       | párt                               | db       | jogosultak arányában | érvényes szavazatok arányában | Előny a 2. előtt (%p) |
| ------------------- | -------------------------- | -------------------------- | ---------------------------------- | -------- | -------------------- | ----------------------------- | --------------------- |
| I.                  | Váradiné Naszályi Márta    |                            | Momentum–DK–MSZP–Párbeszéd–LMP     | 6 025    | 27,49%               | 48,31%                        | 0,97                  |
| II.                 | Őrsi Gergely               |                            | Momentum–DK–MSZP–Párbeszéd–LMP     | 21 557   | 30,88%               | 52,66%                        | 5,32                  |
| III.                | Kiss László                |                            | Momentum–DK–MSZP–Párbeszéd–LMP     | 27 206   | 26,68%               | 50,42%                        | 0,84                  |
| IV.                 | Déri Tibor                 |                            | Momentum–DK–MSZP–Párbeszéd–LMP     | 20 174   | 25,60%               | 50,50%                        | 4,80                  |
| V.                  | Szentgyörgyvölgyi Péter    |                            | Fidesz-KDNP                        | 5 450    | 25,11%               | 52,49%                        | 10,02                 |
| VI.                 | Soproni Tamás              |                            | Momentum–DK–MSZP–Párbeszéd–LMP     | 7 314    | 23,88%               | 57,49%                        | 14,98                 |
| VII.                | Niedermüller Péter         |                            | Momentum–DK–MSZP–Párbeszéd–LMP     | 8 279    | 19,65%               | 47,90%                        | 6,86                  |
| VIII.               | Pikó András                |                            | C8-Momentum–DK–MSZP–Párbeszéd–LMP  | 11 241   | 19,57%               | 49,60%                        | 1,18                  |
| IX.                 | Baranyi Krisztina          |                            | Momentum–DK–MSZP–Párbeszéd–LMP     | 12 188   | 26,98%               | 57,53%                        | 17,99                 |
| X.                  | Kovács Róbert              |                            | Fidesz-KDNP                        | 12 569   | 21,24%               | 51,48%                        | 6,75                  |
| XI.                 | László Imre                |                            | Momentum–DK–MSZP–Párbeszéd–LMP     | 31 411   | 28,82%               | 50,52%                        | 7,33                  |
| XII.                | Pokorni Zoltán             |                            | Fidesz-KDNP                        | 16 462   | 35,63%               | 59,57%                        | 19,14                 |
| XIII.               | Tóth József                |                            | Momentum–DK–MSZP–Párbeszéd–LMP     | 38 669   | 40,74%               | 81,89%                        | 63,78                 |
| XIV.                | Horváth Csaba              |                            | Momentum–DK–MSZP–Párbeszéd–LMP     | 24 873   | 26,71%               | 50,33%                        | 13,3                  |
| XV.                 | Németh Angéla              |                            | Momentum–DK–MSZP–Párbeszéd–LMP     | 16 860   | 26,22%               | 54,96%                        | 15,64                 |
| XVI.                | Kovács Péter               |                            | Fidesz-KDNP                        | 18 803   | 32,43%               | 57,42%                        | 18,62                 |
| XVII.               | Horváth Tamás              |                            | Fidesz-KDNP                        | 18 711   | 26,34%               | 51,82%                        | 14,81                 |
| XVIII.              | Szaniszló Sándor           |                            | Momentum–DK–MSZP–Párbeszéd–LMP     | 20 698   | 25,57%               | 51,02%                        | 5,29                  |
| XIX.                | Gajda Péter                |                            | Momentum–DK–MSZP–Párbeszéd–LMP     | 13 885   | 29,32%               | 58,58%                        | 21,41                 |
| XX.                 | Szabados Ákos              |                            | Független (Kormánypárti támogatás) | 11 144   | 21,50%               | 51,37%                        | 2,74                  |
| XXI.                | Borbély Lénárd             |                            | Fidesz-KDNP                        | 14 899   | 24,70%               | 52,54%                        | 9,31                  |
| XXII.               | Karsay Ferenc              |                            | Fidesz-KDNP                        | 11 311   | 25,65%               | 48,15%                        | 1,33                  |
| XXIII.              | Bese Ferenc                |                            | Független (Kormánypárti támogatás) | 4 291    | 23,61%               | 48,68%                        | 2,43                  |
| Összesen ill. átlag | Összesen ill. átlag        |                            |                                    | 374020   | 26,71%               |                               |                       |

Jelmagyarázat: a dőlt betűvel írt nevek az újraválasztott polgármestereket jelölik. A százalékos adatoknál a dőlten írt számok a legkisebb, a vastagon írt számok pedig a legnagyobb adatot jelölik az adott oszlopban. A baloldali összefogásnál vastagon írt pártnak tagja a megválasztott polgármester, a többi párt csak támogatta.

#### Fővárosi közgyűlés
Mandátumok a Fővárosi Közgyűlésben:
| Párt                           | Főpolg.m. | Polgárm. | Komp. lista | Összesen |
| ------------------------------ | --------- | -------- | ----------- | -------- |
| Momentum–DK–MSZP–Párbeszéd–LMP | 1         | 14       | 3           | 18       |
| Fidesz–KDNP                    |           | 7        | 6           | 13       |
| Független                      |           | 2        |             | 2        |
| Összesen                       | 1         | 23       | 9           | 33       |

#### Főpolgármester
A főpolgármester-választás eredménye:
| Jelölt            | párt | párt                                 | Szavazat | Arány  |
| ----------------- | ---- | ------------------------------------ | -------- | ------ |
| Karácsony Gergely |      | Momentum–DK–MSZP–Párbeszéd–LMP       | 353 593  | 50,86% |
| Tarlós István     |      | Fidesz–KDNP                          | 306 608  | 44,10% |
| Puzsér Róbert     |      | Állampolgárok a Centrumban Egyesület | 30 972   | 4,46%  |
| Berki Krisztián   |      | Független                            | 4 045    | 0,58%  |
| Összesen          |      |                                      | 695 218  | 100%   |

## Választási csalások és szabálytalanságok
A Szabolcs-Szatmár-Bereg megyei Kispaládon nem ott lakó (feltehetően kettős ukrán–magyar állampolgárságú) emberek szavaztak, akik a helyiek számára ismeretlenek voltak. Ezen a településen már nem először történt ilyen eset választás során.
Kispaládon kívül Záhonyban, Tiszabecsen és máshol is ismert volt már a választás előtt a papíron bejelentett lakosok problémája. Ők nem Magyarországon élnek, esetenként nem is beszélnek magyarul, de ezeken a településeken is rendelkeznek bejelentett lakcímmel, gyakran sufnikban, üres telkeken. Erről a gyakorlatról a megyei választási bizottság is kimondta, hogy a rendeltetésszerű joggyakorlás elvébe ütközik.
A Borsod-Abaúj-Zemplén megyei Nyéstán a választás megismétlését rendelték el hasonló csalás miatt. A 40 fős településen a választás előtt 98 fősre duzzadt a választási névjegyzék.
A Zala megyei Várföldén is hasonló szervezett lakcímbejelentés történt a választási eredmények befolyásolására: a szeptember 1-jei 157-ről október 13-ára 239-re nőtt a bejelentett választók száma. A helyi választási iroda nem tett semmit, a megyei választási bizottság pedig jogsértő eljárásban utasította el a jogorvoslati kérelmet. A Pécsi Ítélőtábla jogerős ítélete a választás november 10-i megismétlését rendelte el. A helyi választási bizottság azonban a megismételt választás eredményét sem állapította meg, mert ezúttal is túl sok olyan szavazó volt, aki nem lakott a településen. Így másodszor is meg kell ismételni a választást.
Szekszárdon az önkormányzati érdemi indoklás nélkül nem adott engedélyt az ellenzéki pártok által támogatott Éljen Szekszárd Egyesületnek a választási plakátjaik elhelyezésére. Erre hivatkozva a Helyi Választási Bizottság első fokon a plakátok eltávolítására kötelezte a szervezetet, a döntés nem volt jogerős, az Éljen Szekszárd Egyesület ugyanis fellebbezett. Az önkormányzat emberei azonban ennek ellenére megkezdték a plakátok eltávolítását. Az egyesület az Alkotmánybírósághoz fordult. Az alkotmánybírósági határozat kimondta, hogy az országgyűlés „mulasztásban megnyilvánuló alaptörvény-ellenességet idézett elő” azáltal, hogy „nem alkotta meg a politikai hirdetés indokolatlan és aránytalan korlátozásának kizárását garantáló szabályokat”; és felkérte az országgyűlést, hogy az év végéig pótolja a választási eljárásról szóló törvényben levő hiányosságokat.

## Elmaradt választások, szavazategyenlőségek
Jelölt hiányában elmaradt két polgármester-választás: a Zala megyei Lakhegyen és a Veszprém megyei Balatonszepezden. Tizenkét településen szavazategyenlőség alakult ki az első két helyen végzett jelöltek között: Borsod-Abaúj-Zemplén megyében Cserépváralján, Hidvégardón és Irotán, a Győr-Moson-Sopron megyei Szakonyban, a Komárom-Esztergom megyei Banán, a Nógrád megyei Bokoron és Patakon, a Pest megyei Inárcson. Tolna megyében Gyulajon, Vas megyében Döröskén, Zala megyében Esztergályhorvátiban és Kisbucsán. Ezeken a településeken egy későbbi időközi választás során döntenek a polgármesterről.